# Сайфутдинов, Анвар Камилевич
Анвар Камилевич Сайфутдинов (15 июня 1963, Казань) — художник-живописец, член Союза художников Татарстана, основатель арт-группы «Дастан».

## Биография

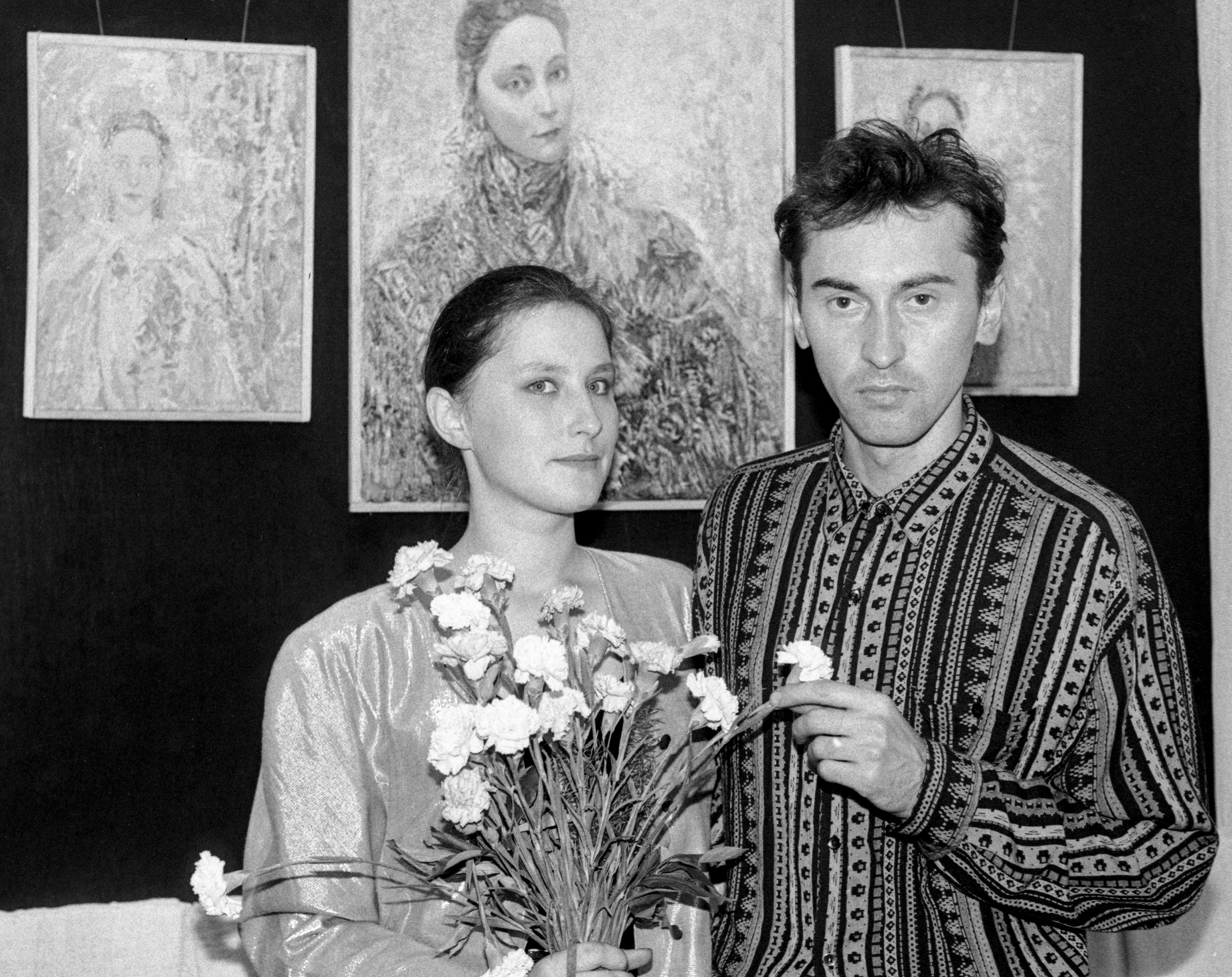
Август 1991 года

В 1974—1978 годы учился в изостудии Дворца пионеров и детской художественной школе № 5 (педагог А. В. Головизнин) Казани. В 1982 году окончил Казанское художественное училище (педагоги: Б. И. Майоров, В. К. Фёдоров), в 1991 году — Московский государственный художественный институт им. В. И. Сурикова (мастерская Д. К. Мочальского). Служил в пограничных войсках.
В 1992—1993 годы жил и работал в Денвере (США), где состоялись также его выставки в «Тёрнер Арт Галерея», Доме-музее Н. И. Фешина и в Институте Фешина.
В 1993 году в Казани создал арт-группу «Дастан»; в 1994 году вступил в Союз художников Республики Татарстан. В 1994—1995 годы работал в творческой мастерской Академии художеств России (руководитель Х. А. Якупов), где создал «Азбуку в картинках Анвара» (Алифба).
В 1996 году участвовал в росписи потолка Большого концертного зала Республики Татарстан.

## Творчество

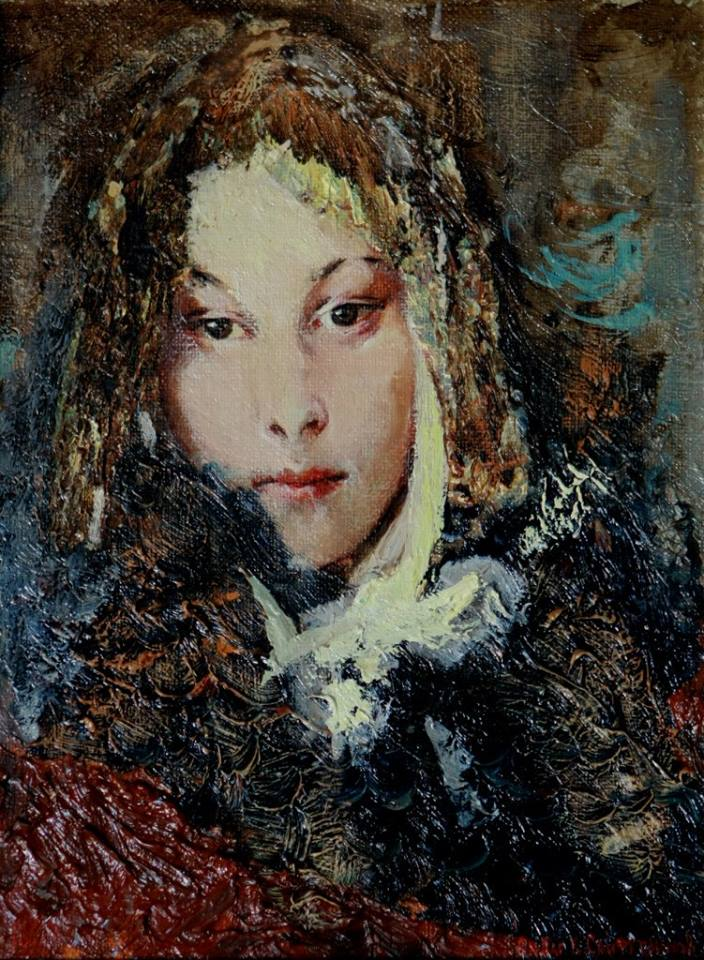
Шуба

Первые образы — «Скрипача», «Повара», «Гусара» — появились в школьные годы. Дипломная картина в училище — «Рождение жеребёнка». Во время службы в пограничных войсках печатал рисунки в окружной газете «Дзержинец», писал этюды маслом и акварелью; картину «В отпуске» выставлял на выставке Союза художников Татарстана «Наш современник».
В период учёбы в Москве регулярно участвовал в выставках, имел много отзывов в прессе и на телевидении. Дипломная картина «Человек в городе» показала одиночество перед большой жизнью и предстоящим выбором, по какой дороге идти: «или писать украшая стены и холсты, или уходить в темные переулки бизнеса» — это было время перестройки.
В США познакомился с Ией Николаевной Фешиной, по её предложению были проведены выставки; одну из работ купил «Хаммер центр». Писал индейцев и природу, серию ностальгических работ о родине; его живопись приобрела свободу и сочность красок.
Иллюстрирует журналы, книги поэтов, открыл рубрику «художник о художнике». Работал над татарской азбукой в картинках, над иллюстрацией ветхого завета, серией работ «Сны», а также черемшанской серией картин и портретов. Занимается благотворительностью. В настоящее время живёт в деревне, где много работает с натуры.
Персональные выставки

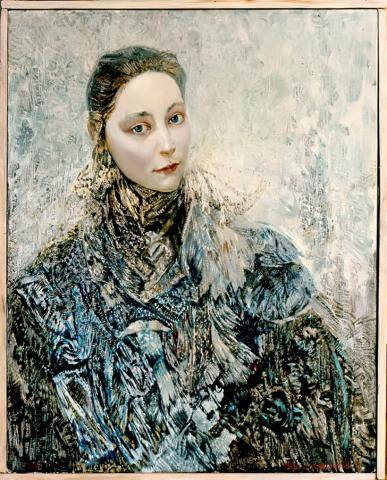
Арлекин

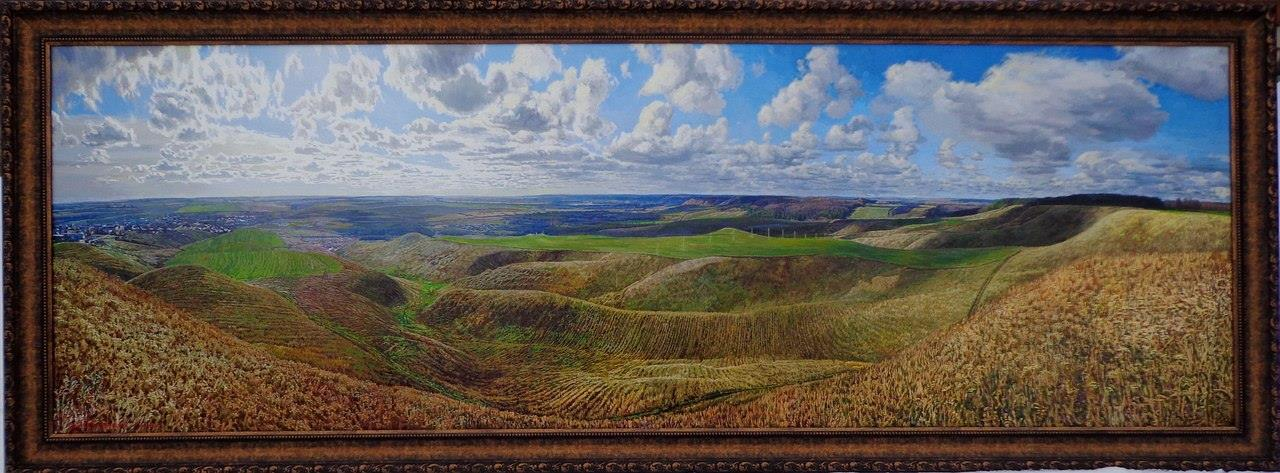
Черемшанский простор

- 1981, Казанское художественное училище — «Этюды в Раифском заповеднике»
- 1984, Ашхабад — «Мои сослуживцы»

- 1991, Культурный центр «На Петровских линиях» (Москва) — «Великая Матерь Мира»
- 1992, Дом музей Н. И. Фешина, Институт Фешина (Таос, Нью-Мексико, США)

- 1992, «Традиционная галерея Таоса» (Таос, Нью-Мексико, США)
- 1992, «Тёрнер арт-галерея» (Денвер, штат Колорадо)

- 1994, Государственный музей изобразительных искусств Республики Татарстан (Казань)
- 2001, Государственный музей изобразительных искусств Республики Татарстан (Казань)
- 2005, Черемшан — «Школа искусств»

- 2006, Дом-музей Баки Урманче (Казань) — «Мифологический сон»
- 2009, Национальная галерея «Хазине» (Казанский Кремль)
- 2012, Государственный музей изобразительных искусств Республики Татарстан (Казань) — «Под небом родного Татарстана» (на соискание премии Б.Урманче)

участие в выставках:
- 1991, Политехнический музей (Москва) — «Молодые художники России» (благотворительная выставка)
- 1991, Музей Востока (Санкт-Петербург) — «Тат. арт»
- 1991, галерея «Марс» (Москва); Всесоюзный центр фотожурналистики на Гоголевсом бульваре
- 1993, Казань — «Выставка тринадцати» (арт-группы «Дастан»)
- 1993, Национальная галерея «Алтын Урда» (Казань)
- 1993, Арт галерея «Аврора» (Казань)
- 1995, Национальный культурный центр «Казань», арт-группа «Дастан»
- 1995, Коммерческая галерея «Нефертити», Дом актёра (Казань)
- 1995, Арт-галерея «Аврора» (Казань)
- 1997, Галерея «Ак буре» (Казань)
- 1998, Национальная библиотека (Казань) — «Выставка одной картины» («Невеста», «Азбука Анвара»)
- 1999, галерея «Аюдаг» (Казань)
- 2000, галерея «Эбиволь» (Казань) — «Не суди выше сапога»
- 2007, музей А. М. Горького (Казань), арт-группа «Дастан»
- 2009, Выставочный зал Союза художников Татарстана (Казань) — «15 лет арт группы „Дастан“»

## Галерея

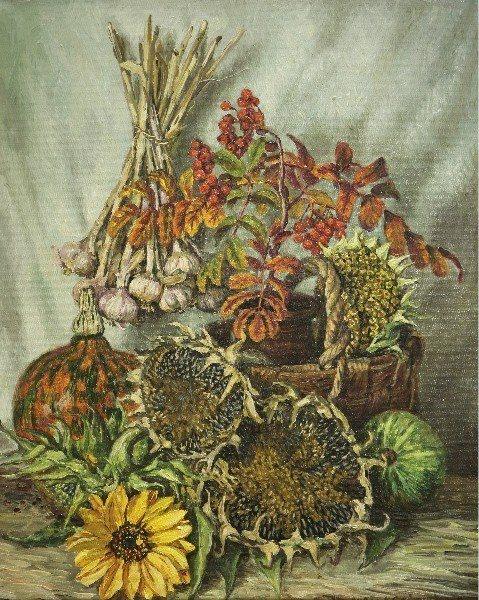
Рябинка, чеснок и подсолнечник (2015)
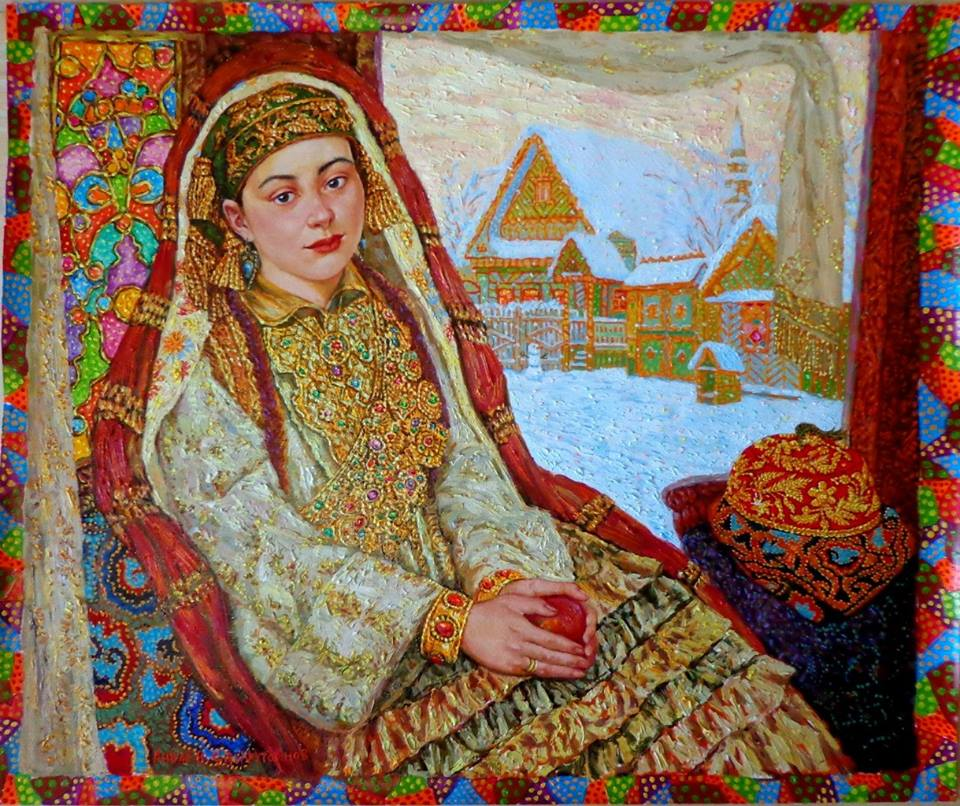
Татарская невеста. Национальная картинная галерея "Хазине", Казанский кремль, г. Казань
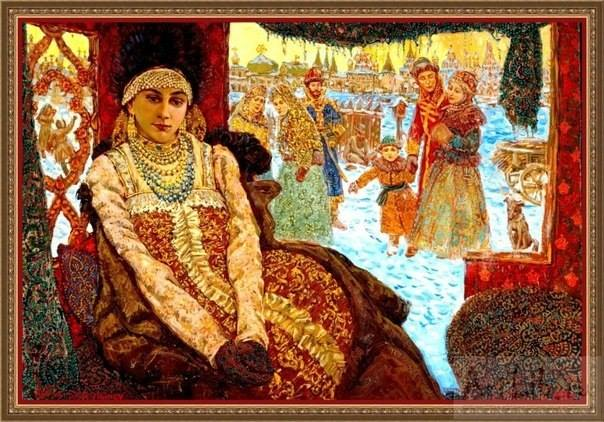
Русская невеста
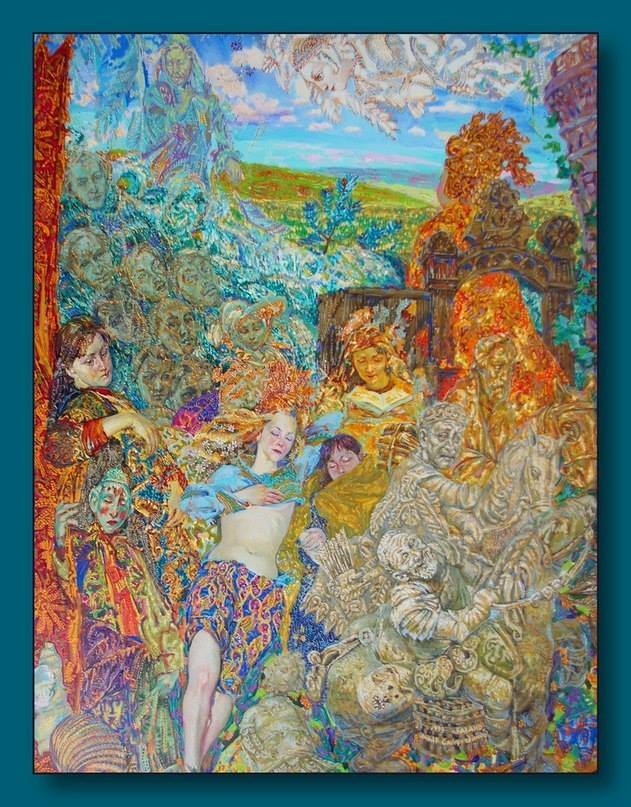
Ангел
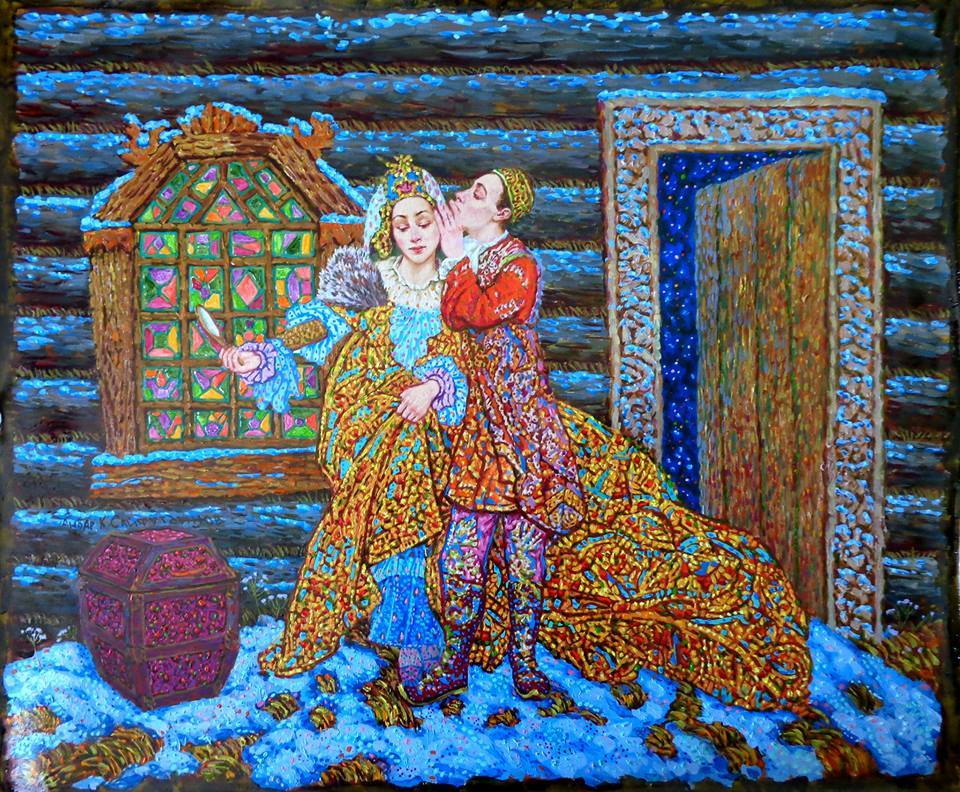
Поцелуй
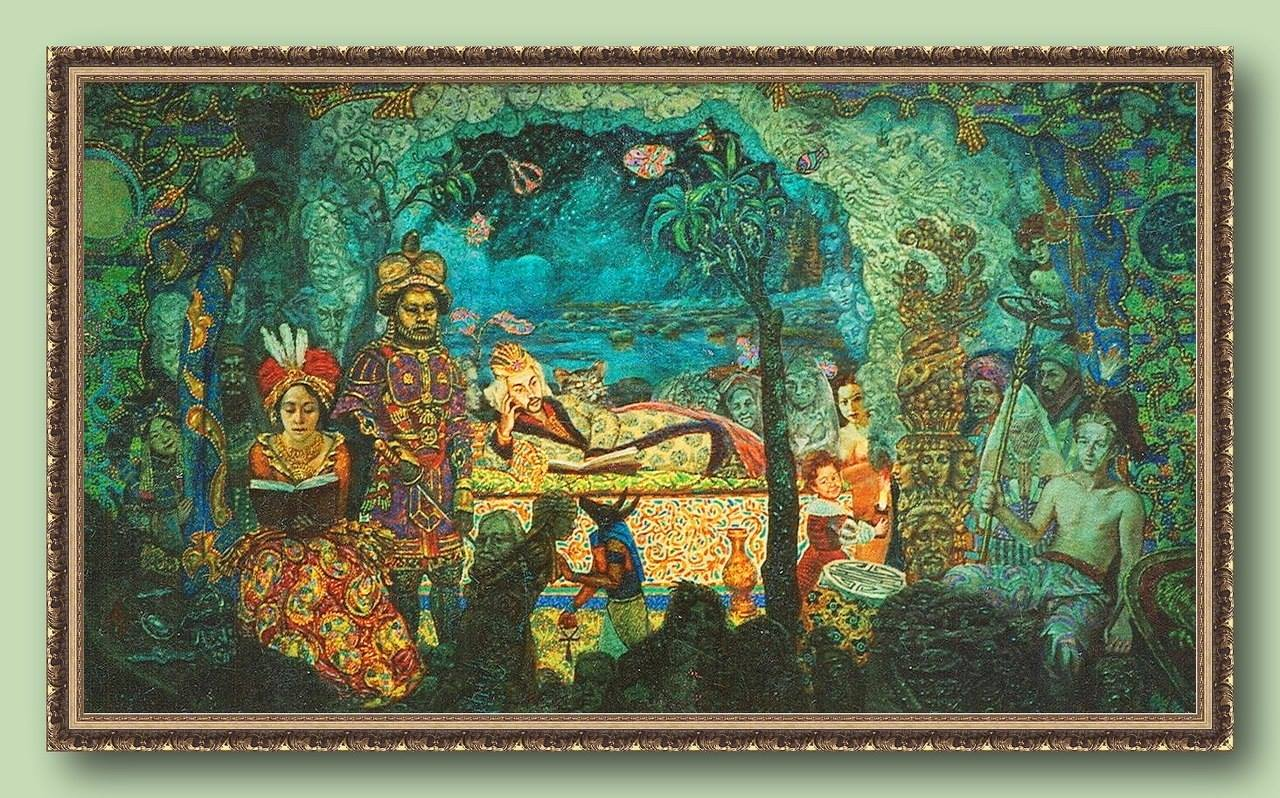
Сказка
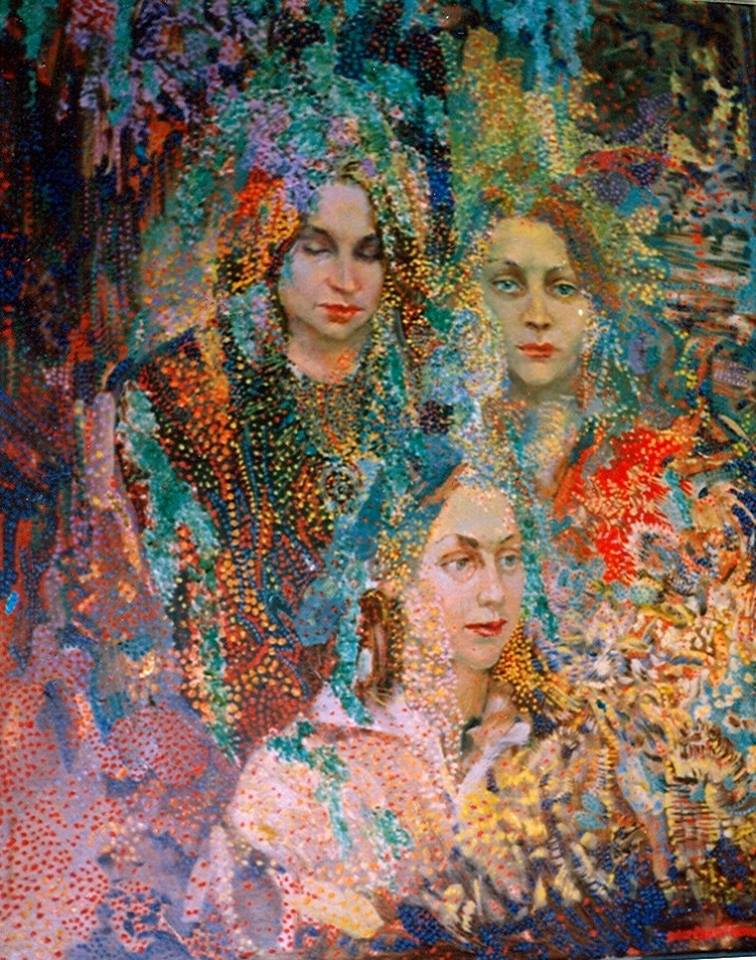
Тройной портрет
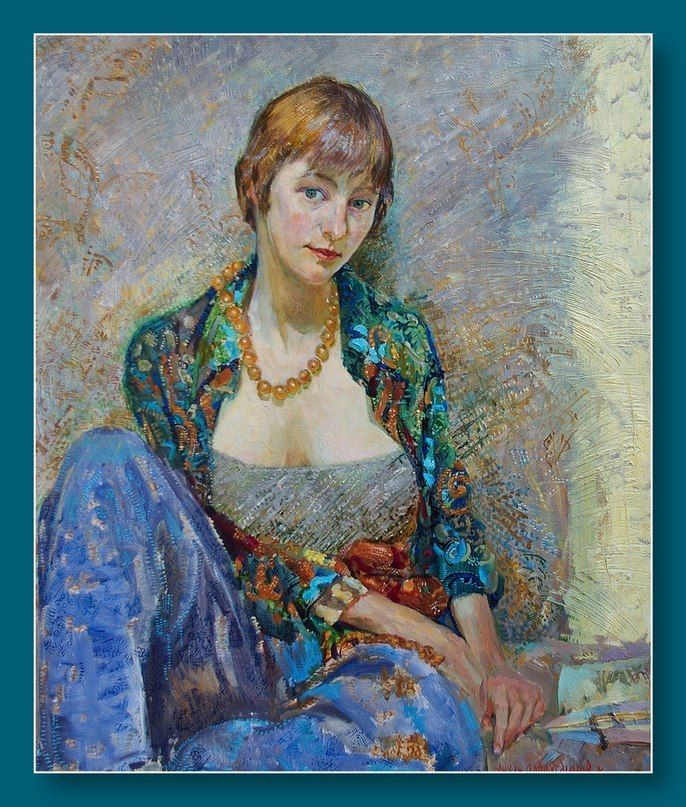
Валентина
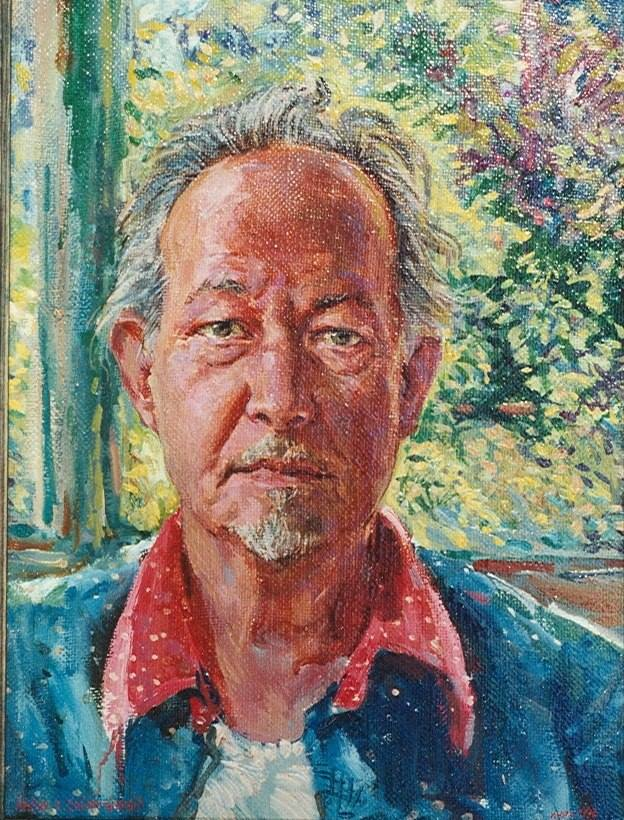
Рустем Кутуй - великий татарский поэт
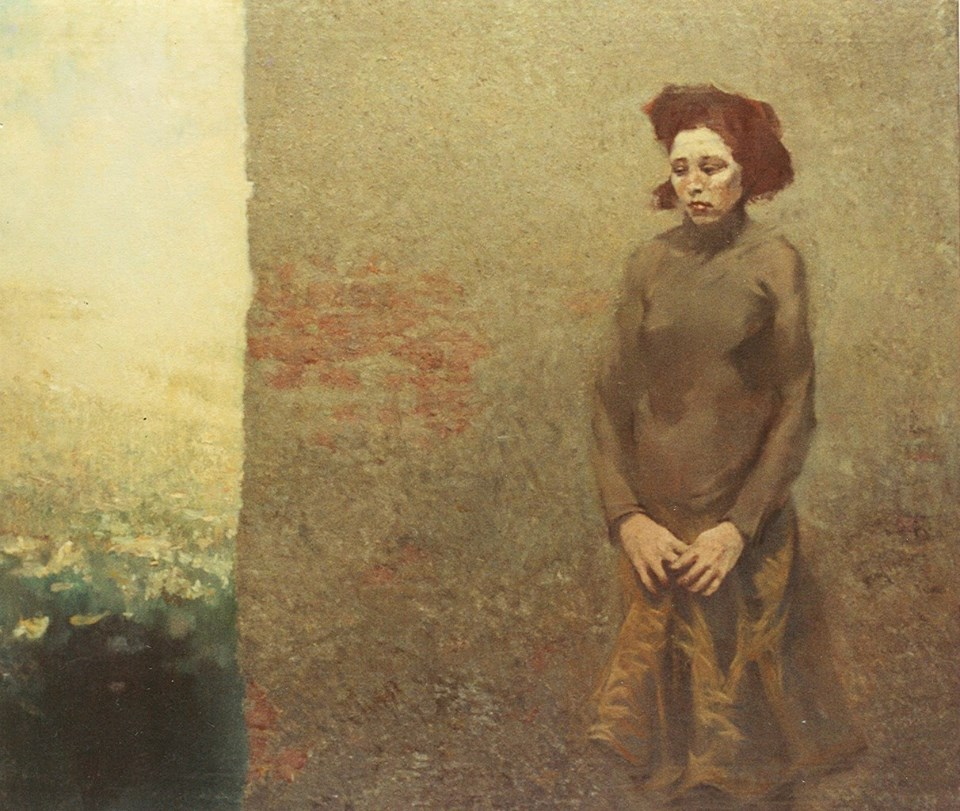
Девушка у стены. Музей современного искусства, Москва
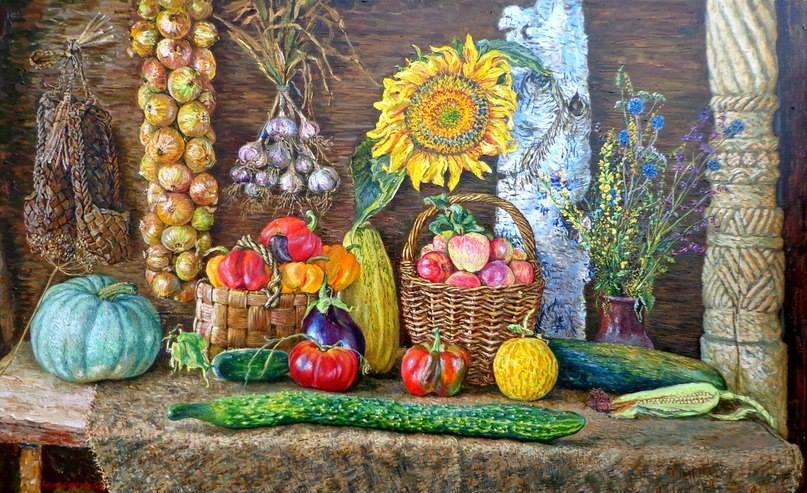
Осенний натюрморт с огурцом
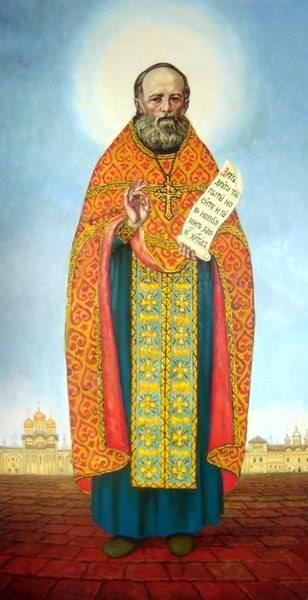
Святой

## Награды и признание
- Почётная грамота Президента России Б. Н. Ельцина (1996)
- Знак «За достижения в искусстве» Министерства культуры Республики Татарстан (2009)